# 박용운 (1977년)
박용운(1977년 6월 6일~ )은 대한민국의 스타크래프트 코치 출신 프로게임단 감독이다. 원래 MBC게임 히어로의 수석 코치였으나. 2008년 2월부터 SK텔레콤 T1 소속으로 바뀌었고, 2015년 11월까지 CJ 엔투스의 감독을 맡았다. 게이머 데뷔 당시에는 yongun라는 아이디를 사용하며, 종족은 테란이었다.

## 개요
만 25세가 된 2002년 프로게이머가 되기 위해 KPGA 투어(현 MSL) 예선에 참가한 박용운은 프로게이머 자격을 획득하였지만, 당시 기준으로 고령의 나이로 인해 당시 POS의 감독이었던 하태기의 권유로 2005년부터 POS의 전략코치를 맡게 된다.
2006년부터 MBC게임 히어로의 수석 코치로 활동하게 되었다.
2008년 2월 MBC게임 히어로와 재계약을 포기하고, 김택용과 같이 SK텔레콤 T1으로 이적하였다.
이후 주훈이 감독에서 경질되자 박용운이 SK텔레콤 T1의 감독 대행을 맡게되었다.
2008년 10월부터 SK텔레콤 T1의 정식 감독으로 임명되었다.
2012년 10월 17일 SK텔레콤 T1의 어드바이저로 임명되어, 감독직에서 물러났다.
2013년 3월 13일 이블 지니어스의 감독을 맡게 되었다.
2013년 7월 22일 CJ 엔투스의 감독으로 임명되었다.
2015년 11월 4일 CJ 엔투스와의 재계약을 포기하고 중국의 리그 오브 레전드 프로게임단인 Newbee의 감독으로 부임했다.

## 수상 내역
- 2005년 KTF bigi KOREA e-sports 2005 스타크래프트 부문 3위 (POS)
- 2006년 SKY 프로리그 2006 전기리그 준우승 (MBC게임 히어로)
- 2007년 SKY 프로리그 2006 후기리그 우승 (MBC게임 히어로)
- 2007년 제 2회 KeSPA컵 스타크래프트 부문 우승 (MBC게임 히어로)
- 2007년 신한은행 프로리그 2007 전기리그 3위 (MBC게임 히어로)
- 2007년 신한은행 프로리그 2007 후기리그 3위 (MBC게임 히어로)
- 2008년 신한은행 프로리그 2008 3위 (SK텔레콤 T1)
- 2008년 경남-STX컵 마스터즈 2008 3위 (SK텔레콤 T1)
- 2009년 신한은행 프로리그 08-09 정규시즌 감독상 (SK텔레콤 T1)
- 2009년 신한은행 프로리그 08-09 우승 (SK텔레콤 T1)
- 2009년 경남-STX컵 마스터즈 2009 우승 (SK텔레콤 T1)
- 2009년 제4회 대한민국 e스포츠대상 스타크래프트 감독상
- 2010년 신한은행 프로리그 09-10 준우승 (SK텔레콤 T1)
- 2010년 경남-STX컵 마스터즈 2010 우승 (SK텔레콤 T1)
- 2010년 신한은행 위너스리그 10-11 우승 (SK텔레콤 T1)
- 2011년 신한은행 프로리그 10-11 정규시즌 감독상 (SK텔레콤 T1)
- 2012년 SK플래닛 스타크래프트 프로리그 시즌1 정규시즌 감독상 (SK텔레콤 T1)
- 2012년 SK플래닛 스타크래프트 프로리그 시즌1 우승 (SK텔레콤 T1)
- 2012년 SK플래닛 스타크래프트 II 프로리그 시즌 2 3위 (SK텔레콤 T1)
- 2013년 MLG 2013 Spring Season Championship 94강 (선수로 참여)
- 2014년 SK텔레콤 스타크래프트 II 프로리그 2014 2라운드 3위 (CJ 엔투스)
- 2014년 SK텔레콤 스타크래프트 II 프로리그 2014 3라운드 준우승 (CJ 엔투스)
- 2014년 SK텔레콤 스타크래프트 II 프로리그 2014 4라운드 3위 (CJ 엔투스)
- 2014년 SK텔레콤 스타크래프트 II 프로리그 2014 통합 공동 3위 (CJ 엔투스)
- 2015년 SK텔레콤 스타크래프트 II 프로리그 2015 1라운드 3위 (CJ 엔투스)
- 2015년 SK텔레콤 스타크래프트 II 프로리그 2015 2라운드 우승 (CJ 엔투스)
- 2015년 SK텔레콤 스타크래프트 II 프로리그 2015 3라운드 4위 (CJ 엔투스)
- 2015년 SK텔레콤 스타크래프트 II 프로리그 2015 통합 3위 (CJ 엔투스)